# Alisa Camplin
Alisa Peta Camplin AOM (Melbourne, 10 november 1974) is een Australische freestyleskiër, die tijdens de Olympische Winterspelen 2002 een gouden medaille heeft behaald. Bij de Olympische Winterspelen 2006 heeft ze de bronzen medaille gewonnen voor Australië. Ze is de eerste Australische skiër die op achtereenvolgende Spelen medailles heeft gewonnen.

## Jeugd
Camplin heeft in Melbourne op de Methodist Ladies' College gezeten, en heeft een bachelordiploma in informatietechnologie aan de Technische Universiteit van Swinburne.
1994: Lina Tsjerjazova ·
1998: Nikki Stone ·
2002: Alisa Camplin ·
2006: Evelyne Leu ·
2010: Lydia Lassila ·
2014: Alla Tsoeper ·
2018: Hanna Hoeskova ·
2022: Xu Mengtao